# 千酌村
千酌村（ちくみむら）は、島根県八束郡にあった村。現在の松江市美保関町千酌、美保関町笠浦、美保関町北浦にあたる。

## 地理
- 海洋：日本海[1]
- 河川：千酌川[1]

## 歴史
- 1889年（明治22年）4月1日、町村制の施行により、島根郡千酌浦、笠浦、北浦が合併して村制施行し、千酌村が発足[1][2]。
- 1896年（明治29年）4月1日、郡の統合により八束郡に所属[2]。
- 1955年（昭和30年）4月13日、八束郡片江村、森山村、美保関町と合併して美保関町が存続し廃止[1][2]。

### 地名の由来
『出雲国風土記』に、「伊差奈枳命（イザナギ）の御子、都久豆美命（つくずみのみこと）、此の処に坐せり。然れば則都久豆美（つくずみ）と謂うべきを、今の人猶千酌と号（なづ）くるのみ」と記されていることから。

## 産業
- 農業、漁業[1]

## 交通

### 県道
- 島根県道175号千酌鹿島松江線[1]（現島根県道37号松江鹿島美保関線）